# Microgaster debilitata
Microgaster debilitata är en stekelart som beskrevs av Papp 1976. Microgaster debilitata ingår i släktet Microgaster och familjen bracksteklar. Inga underarter finns listade i Catalogue of Life.